# Provinciaal Museum Zhejiang
Het Provinciaal Museum Zhejiang (Chinees: 浙江省博物馆) is het provinciaal museum van Zhejiang in China, gelegen in de provinciehoofdstad Hangzhou. Het werd in 1929 opgericht als het Westelijke Meer-museum.
Het oudste gebouw bevindt zich op het eiland Gushan in het Westelijke Meer. De permanente collectie bestaat uit ruim honderdduizend culturele artefacten, van gebruiksvoorwerpen uit de Chinese prehistorie tot traditionele schilderwerken uit de Ming- en Qing-dynastieën. Een van de belangrijkste kunststukken is De overgebleven berg, dat onderdeel is van Huang Gongwangs Woning in de Fuchun-bergen.
Op 22 december 2009 werd een nieuw gebouw ingewijd vlak bij het Wulin-plein, langs het Grote Kanaal. Het heeft een oppervlakte van 7600 vierkante meter, tweemaal zoveel als het gebouw op Gushan.

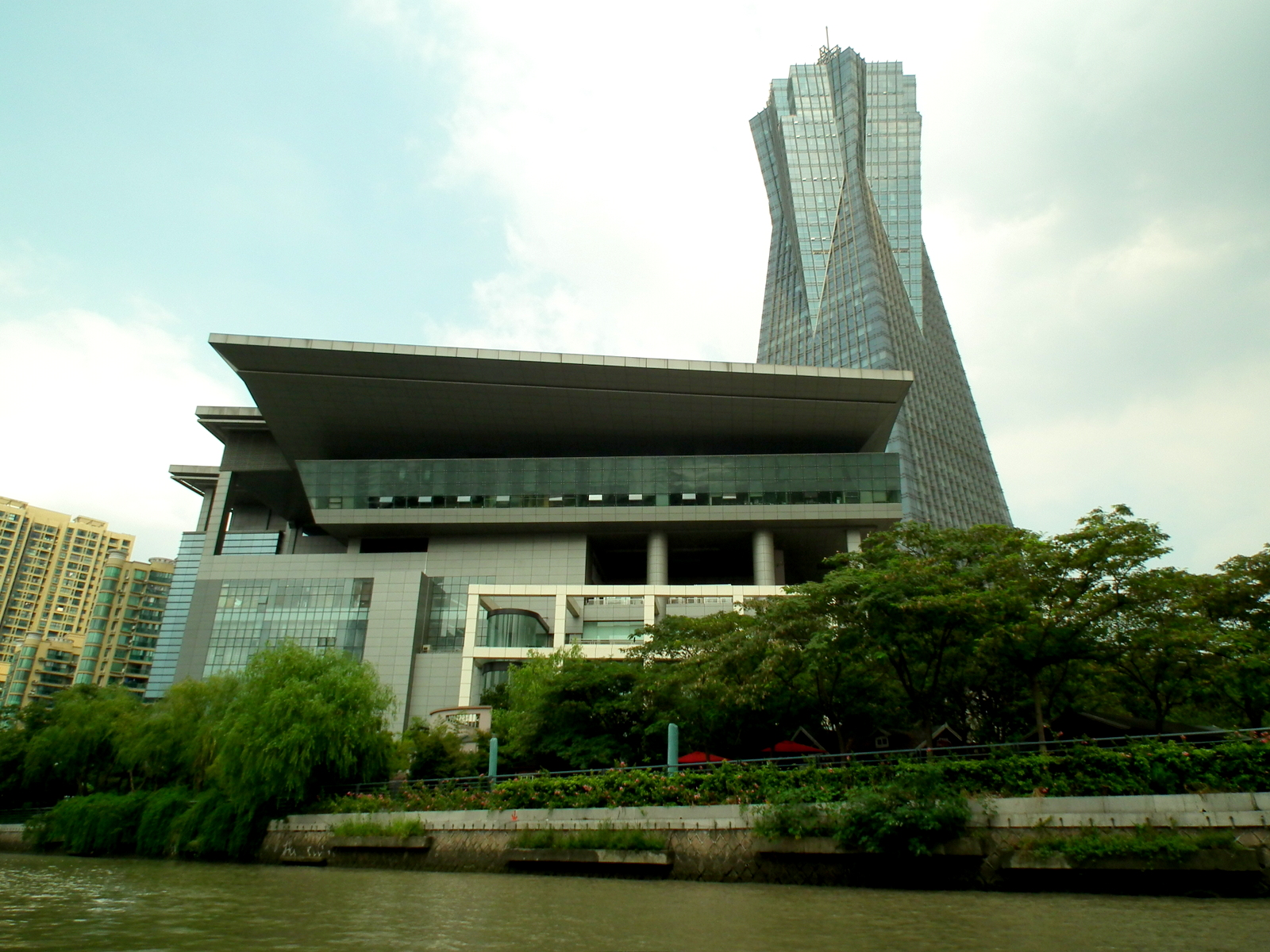
Nieuwbouw van het museum